# Minami Takahashi (doppiatrice)
Minami Takahashi (高橋 ミナミ?, Takahashi Minami; Tokyo, 20 dicembre 1990) è una doppiatrice giapponese.

## Doppiaggio

### Serie TV anime
2012
- My Little Monster (studentessa)

2013
- Da Capo III (Miyamoto)
- Hentai ōji to warawanai neko.	(Morii)

2014
- Is the Order a Rabbit?
- Bugie d'aprile
- Noragami (Akira Yamashita)
- Fate/stay night: Unlimited Blade Works (studentessa)

2015
- Food Wars! - Shokugeki no Soma (Megumi Tadokoro)
- DanMachi (Tione Hiryute)
- High School DxD BorN (Kuroka)
- Valkyrie Drive: Mermaid (Nimi Minimi)

2016
- Please Tell Me! Galko-chan (Ojō)
- Re:Zero - Starting Life in Another World (Theresia van Astrea)

2017
- Miss Kobayashi's Dragon Maid (Lucoa/Quetzalcoatl)
- Eromanga-sensei (Elf Yamada)

2020
- Wandering Witch: The Journey of Elaina (Mina)[2]

2023
- Zombie 100 - Cento cose da fare prima di non-morire (Beatrix Amerhauser)

2025
- You and Idol Pretty Cure♪ (Nana Aokaze/Cure Wink)
- L'elfa oscura un po' possessiva mi ha seguito dall'altro mondo (Mariabelle)[3]

### Film
2013
- Aura: Maryūin Kōga saigo no tatakai (Kano)

2020
- High School Fleet the Movie (Tomi Miyazato)

### Videogiochi
2014
- Granblue Fantasy (Diola)
- Dream Club Gogo (Mitsugi)
- Sword Art Online: Hollow Fragment

2015
- Fire Emblem: Fates (Pieri)
- Langrisser Re: Incarnation -Tensei- (Renata Mithrais Dragonia)
- Superdimension Neptune VS Sega Hard Girls (Sega Saturn)
- Food Wars! Shokugeki no Soma: The Dish of Friendship and Bonds (Megumi Tadokoro)

2016
- Monster Hunter Stories (Lilia)
- Akiba's Beat (Mike Musumeda)

2017
- Fire Emblem Heroes (Pieri)
- Super Bomberman R (Aqua Bomberman)
- Azur Lane (USS Baltimore)

2019
- Langrisser Mobile (Renata Mithrais Dragonia)
- Final Fantasy XIV: Shadowbringers (Feo Ul)
- Borderlands 3 (Tyreen Calypso)
- Is It Wrong to Try to Pick Up Girls in a Dungeon? Infinite Combate (Tione Hiryute)

2020
- Arknights (Whislash)

2021
- Uma Musume: Pretty Derby (El Condor Pasa)
- Monster Hunter Stories 2: Wings of Ruin (Lilia)
- Lost Judgment (Kyoko Amasawa)

2022
- Miss Kobayashi's Dragon Maid: Sakuretsu!! Chorogon Breath (Lucoa/Quetzalcoatl)
- Digimon Survive (Saki Kimijima)

2023
- CRYMACHINA (Ami Shido)